# Watugede (Puncu)
Watugede is een bestuurslaag in het regentschap Kediri van de provincie Oost-Java, Indonesië. Watugede telt 3075 inwoners (volkstelling 2010).